# Joaquín Cortizo
Joaquín Cortizo Rosendo (Ribadavia, 4 ottobre 1932 – Jaén, 4 gennaio 2018) è stato un calciatore spagnolo, di ruolo difensore.

## Carriera
Cortizo iniziò a giocare in Galizia nel 1956 con il Celta Vigo. Nel 1958 passò al Real Zaragoza, con cui giocò per otto stagioni, fino al ritiro avvenuto 1966.
Con la squadra aragonese vinse due Coppe del Re e una Coppa delle Fiere.

## Palmarès

### Club

#### Competizioni nazionali
- Coppa di Spagna: 2

Real Saragozza: 1963-1964, 1965-1966

#### Competizioni internazionali
- Coppa delle Fiere: 1

Real Saragozza: 1963-1964